# Marcel Boyer
Pour les articles homonymes, voir Boyer.
Vous pouvez aider à l'améliorer ou bien discuter des problèmes sur sa page de discussion.
- Il ne cite pas suffisamment ses sources. Vous pouvez indiquer les passages à sourcer avec {{référence nécessaire}} ou {{Référence souhaitée}}, et inclure les références utiles en les liant aux notes de bas de page. (Marqué depuis juillet 2025)
- Son texte doit être wikifié : il ne correspond pas à la mise en forme Wikipédia (style, typographie, liens internes, liens entre les wikis, etc.). (Marqué depuis juillet 2025)
- Sa forme n’est pas encyclopédique et ressemble trop à un curriculum vitæ. Modifiez le texte pour aider à le transformer en article neutre. (Marqué depuis juillet 2025)

- Archive Wikiwix
- Bing
- Cairn
- DuckDuckGo
- E. Universalis
- Gallica
- Google
- G. Books
- G. News
- G. Scholar
- Persée
- Qwant
- (zh) Baidu
- (ru) Yandex
- (wd) trouver des œuvres sur Wikidata

Marcel Boyer est un économiste québécois. Il est connu pour ses interventions appuyées en faveur du désengagement de l'État au Québec, dont une plus grande place au secteur privé dans le domaine de la santé, de l'éducation, des infrastructures et de l'ouverture du capital d'Hydro-Québec.

## Biographie
Marcel Boyer (M.Sc. et Ph.D. en économie, Carnegie-Mellon University; M.A. en économie, Université de Montréal) est présentement Professeur émérite de sciences économiques à l’Université de Montréal, Membre associé, Toulouse School of Economics (TSE) et Institute for Advanced Strudy in Toulouse (IAST), Chercheur associé émérite, Institut économique de Montréal, Fellow du CIRANO (Montréal) et du C.D. Howe Institute (Toronto - Membre du Comité sur la politique de la concurrence), Affilié académique du Groupe d’analyse (Boston, Montréal), Membre du Comité d’orientation scientifique des Chaires en « Finance Durable et Investissement Responsable » de l’Association française de gestion financière (Paris).
Il est professeur d’économie à l’Université York (1971-1973), à l’UQAM (1973-74) et à l’Université de Montréal (1974-2008), où il a été titulaire de la Chaire Jarislowsky-CRSH-CRSNG en technologie et concurrence internationale de l’École Polytechnique (1993-2000) et titulaire de la Chaire Bell Canada en économie industrielle (2003-2008) 
Marcel Boyer est nommé Chevalier de l‘Ordre du Québec en 2021, Officier de l’Ordre du Canada en 2015, lauréat du Prix Léon-Gérin pour l’excellence de sa carrière en sciences humaines et sociales (Prix du Québec 2015), membre honoraire de l’Association française des économistes de l’environnement et des ressources (FAERE, 2014), membre honoraire de l’Association canadienne d’économique (ACE/CEA, 2013). Le Collège de France lui remet la Médaille Guillaume-Budé à la suite de sa conférence au Collège en 2005. Il est lauréat du Prix Marcel-Vincent (ACFAS 2002), fellow of the World Academy of Productivity Science (2001), fellow de l’International Journal of Industrial Organization (1997), lauréat du Distinguished Guest Professor Award (Wuhan University of Technology 1995).  Il est élu en 1992 à la Société Royale du Canada (Académies des arts, des lettres et des sciences du Canada). Il est lauréat du Prix Marcel-Dagenais (Société canadienne de science économique, 1985), de l’Endowment-for-the-Future Distinguished Scholar Award (Université d’Alberta, 1988) et de l’Alexander-Henderson Award (Université Carnegie-Mellon 1971).
Il a été Directeur fondateur de l’Observatoire de la Francophonie économique, Président de la Society for Economic Research on Copyright Issues (SERCI), Membre du Panel d’xperts du Conseil des académies canadiennes sur la R&D industrielle au Canada, Membre du jury du Prix Donner pour le meilleur ouvrage sur les politiques publiques rédigé par un auteur canadien, Membre du comité SHS1 de l’Agence Nationale de la Recherche de France, Chercheur associé au département d’économie de l’École Polytechnique de Paris, Vice-président et économiste en chef de l’Institut économique de Montréal, Président de l’Association canadienne d’économique (Canadian Economic Association), Président de la Société canadienne de science économique, PDG du CIRANO, Membre du Board of Directors du National Bureau of Economic Research (NBER), du Conseil National de la Statistique du Canada, du Comité de gestion des Laboratoires universitaires Bell, du CA du Conseil de recherches en sciences humaines du Canada (CRSH), du CA de l’Institut de finance mathématique de Montréal (IFM2), du Comité exécutif de l’Association canadienne droit-économie (CLEA), du Conseil d’administration de l’Agence des partenariats public-privé du Québec, Président du Conseil du Réseau de Calcul et de Modélisation Mathématique (RCM2), Conseiller principal du DG en économie industrielle d’Industrie Canada, Membre du Comité aviseur sur les stratégies d’affaires et l’innovation à Industrie Canada, Membre du comité éditorial de la Revue canadienne de d’économique et du Journal of Economic Behavior and Organization, et Président du Conseil de la Caisse Populaire de St-Jérôme.   
Son récent article «The determination of optimal fines in cartel cases: Theory and practice» (avec Marie-Laure Allain et Jean-Pierre Ponssard), Concurrences – Competition Law Review, 2011, a été choisi comme Best Academic Economics Article - 2012 Antitrust Writing Awards (Institute of Competition Law et George Washington University Law School). Son récent article “Alleviating Coordination Problems and Regulatory Constraints through Financial Risk Management” (avec Martin Boyer et René Garcia), Quarterly Journal of Finance 3(2) a reçu le Outstanding Paper Award 2015 de la Midwest Finance Association. Son récent ouvrage Réinventer le Québec: Douze Chantiers à Entreprendre (avec Nathalie Elgrably; Stanké 2014, 176 pages) était parmi les quatre finalistes au Prix Donner 2014-15 pour le meilleur ouvrage sur les politiques publiques écrit par un canadien.
Auteur ou coauteur de plus de 330 articles et cahiers scientifiques et rapports publics et privés, ses recherches portent sur l’évaluation des investissements (flexibilité et options réelles); les organisations efficaces et les politiques publiques (eau ; social-démocratie concurrentielle); les inégalités ; le partage des coûts; l’économie du droit (cartels, pratiques anti-concurrentielles, responsabilité environnementale, propriété intellectuelle). Il a agi comme économiste expert auprès de nombreuses organisations, entreprises et organismes gouvernementaux, tant au Canada qu’à l’étranger et a été appelé à témoigner à plusieurs reprises comme témoin expert, avec interrogatoire en chef et contre-interrogatoire, devant divers comités, commissions, régies et tribunaux : tribunaux d’arbitrage de différends patronal-syndical, Régie de l’énergie, Commission du droit d’auteur, Cour Supérieure du Québec (y compris sa chambre civile et sa chambre criminelle), Court of Queen’s Bench of Saskatchewan, Superior Court of Ontario, Supreme Court of British Columbia.

## Distinctions
- 2015 -  Officier de l'Ordre du Canada[2]
- 2021 -  Chevalier de l'Ordre national du Québec[3]